# 헤지펀드
헤지펀드(영어: hedge fund)는 레버리지를 기법을 이용하여 최소한의 손실로 최대한의 이익을 얻는 것을 목표로 하는 미국 투자 펀드사이다. 미국의 헤지 펀드는 소수의 투자자들을 비공개로 모집하여 절대수익을 남기는 미국 투자펀드이다.  헤지 펀드는 다른 종류의 투자펀드와 비교하여, 리스크가 높고 정부의 규제가 적은 편이다. 헤지펀드의 투자자들은 개인혹은 기관이 있는데, 미국의 경우 개인 투자자가 되기 위해서는 정부가 요구하는 최소 소득 및 자산을 증명해야 한다. 대개 헤지펀드사(社) 에 의해 운영되며, 운영 자금 순위 세계 10대 헤지펀드사 중 8곳이 미국 회사이고, 여기에는 삼성 합병을 반대하여 한국에서 이슈가 되었던 엘리엇 매니지먼트(Elliot Management)도 9위로 포함되어 있다라고한다.

## 어원
헤지(hedge)는 울타리, 장벽, 방지책이란 뜻을 가지고 있다. 울타리나 장벽, 방지책을 세우는 것은 어떤 종류의 위험이 있어서 그것을 피하기 위해서다. 그러므로 헤지펀드의 뜻은 '위험을 상쇄하는 베팅이나 투자등을 통해 손실을 피하거나 줄이려고 노력하는' 펀드를 의미한다. 
1949년 미국의 사회학자 알프레드 윈슬로우 존스의 회사 존스앤코 (Jones & Co.)에서 최초로 '헤지(hedge)' 하는 기술을 사용하여 고수익을 올렸고, 이 후 이 기술은 롱(long)/쇼트(short) 모델로 알려지게 되었다. 롱/쇼트 모델의 기본은 특정한 주식에 대해 롱 포지션 (매수)을 취하는 동안, 주가 하락에 대한 위험 감소를 최소화 하기 위하여 쇼트 포지션 (공매도)을 동시에 취함으로 시장의 변동성이나, 주가 하락에 대한 위험을 최소화 하게한다.
혹자는 특정 헤지펀드들이 버뮤다제도와 같은 곳에 위장 회사를 설립하고 자금을 운영하기도 하고, 일반적으로 높은 수익율 대비 세금과 규제를 적게 받기 때문에 정부의 '제약을 피한다'라는 의미에서 헤지 펀드라고 이야기 되기도 한다.

## 특징
헤지 펀드는 공격적으로 운영될 수도 있고, 레버리지를 이용하여 파생금융상품에 투자하기도 한다. 대부분의 헤지펀드는 소수의 투자자들로부터만 자금을 받는데, 투자자가 되기 위해서는 일정 금액 (최소 50만불-백만불)을 1년 이상 투자해야하며, 1년이 지난 이후에도 입출금은 연간 2-4회 특정 기간 동안에만 가능하다는 제약이 있다. 일반적으로, 헤지 펀드는 2/20 규정에 따라 소득을 올리는데, 총 운영자금의 2%, 연간 수익의 20%를 제외하고 투자자들에게 수익을 제공한다.
최근에는 원유나 귀금속 등 실물에 투자하기도 한다. 이들은 핫머니로 알려져 있으며 단기투자와 단기고수익을 중심으로 움직이기 때문에 해당 국가에 외환위기를 초래할 위험성이 있다. 대표적인 사례로 멕시코 페소화 하락 및 영국이나 태국 외환위기의 원인으로 헤지펀드를 들고 있다.
도박성이 큰 파생금융상품을 통해 초단기 투기를 행하거나, 사무실을 세금이 없는 나라에 차려서 투기자본으로 운영하기도 한다. 대표적으로 조지 소로스의 퀀텀펀드를 들 수 있다. 
한국경제연구원은 주주행동주의 성향의 헤지 펀드들이 단기 시세차익에 초점을 맞추고 적대적 경영개입을 행하는 사례가 급증하고 있어, 차등의결권 · 포이즌필 등 한국 기업의 경영권 보호를 위한 장치가 시급하다고 지적했다. 한경연에 따르면 아시아 기업을 대상으로 한 경영개입 횟수는 2011년 10회에서 2017년 106회로 집계되었으며, "아직까지는 일본과 중국 기업 대상으로 집중돼 있지만 엘리엇의 2015년 삼성물산 제일모직 합병 개입, 2018년 현대차그룹 구조개편 개입 등 사례를 보면 한국도 안심할 수는 없다"고 지적했다.

## 같이 보기
- 뮤추얼펀드
- 공매도
- 파생상품
- 금융공학
- 스마트머니
- 대공황
- 스카이브릿지 캐피털(영어판) - 월스트리트의 유명 헤지펀드 업계의 일대이벤트인 SALT(SkyBridge Alternatives) 컨퍼런스 개최